# Lîpneak (Velîka Cerneciciîna), Sumî
Lîpneak (în ucraineană Липняк) este un sat în comuna Velîka Cerneciciîna din raionul Sumî, regiunea Sumî, Ucraina.

## Demografie
Componența lingvistică a localității Lîpneak
     Ucraineană (93,44%)
     Rusă (6,56%)
Conform recensământului din 2001, majoritatea populației localității Lîpneak era vorbitoare de ucraineană (93,44%), existând în minoritate și vorbitori de rusă (6,56%).